# Maria da Conceição Tavares
Maria da Conceição Tavares   (Anadia, 24 d'abril de 1930 - Nova Friburgo, 8 de juny de 2024) va ser una economista portuguesa nacionalitzada brasilera. Va ser professora titular de la Universidade Estadual de Campinas (UNICAMP) i professora emèrita de la Universidade Federal do Rio de Janeiro (UFRJ).
Afiliada al Partit dels Treballadors (PT), Maria da Conceição Tavares va ser diputada federal per l'estat de Rio de Janeiro entre 1995 i 1999, i va ser autora de diversos llibres sobre desenvolupament econòmic.

## Biografia
Nascuda a Anadia, va créixer a Lisboa. La seva mare era catòlica i el seu pare un anarquista que va albergar refugiats de la Guerra Civil espanyola, en plena dictadura de António de Oliveira Salazar. Graduada en matemàtiques a la Universitat de Lisboa el 1953, va arribar a Brasil al febrer de 1954, ja casada amb l'enginyer portuguès Pedro Soares, embarassada de la seva primera filla, Laura. El seu segon marit, Antonio Carlos Macedo, professor de ciències biològiques de la UFRI, és el pare del seu fill Bruno, nascut el 1965.
Va treballar en l'elaboració del Plano de Metas durant la presidència de Juscelino Kubitschek. Es va nacionalitzar brasilera el 1957. En el mateix any va decidir estudiar economia, influenciada per tres clàssics del pensament econòmic brasiler: Celso Furtado, Caio Prat Júnior i Ignácio Rangel. Aquest últim va ser qui li va cridar l'atenció sobre les qüestions relacionades amb el capital financer: «Això l'hi dec a Ignácio Rangel, que es va acostar a mi i em va dir: "L'esquerra té la mania de no estudiar aquesta cosa de la moneda i les finances, i això dona molt mal resultat." Jo vaig dir: En finances públiques hi ha gent. Però jo no estic parlant d'això, estic parlant de bancs, balanços, aquestes coses a les quals vostès no paren esment. Fa falta estudiar, fa falta saber per què la inflació». I va començar amb les seves coses sobre la inflació.
A la UFRJ, on es va graduar el 1960, va ser alumna d'Octávio Gouvêa de Bulhõés i de Roberto Campos. Va treballar com a analista matemàtica al Banco Nacional de Desenvolvimento Econômico e Social (BNDES) de Brasil. Entre 1968 i 1972, durant la dictadura militar, es va exiliar a Xile, on va treballar en el Ministeri d'Economia, durant el govern de Salvador Allende.
Va escriure centenes d'articles i diversos llibres, entre els quals destaca el clàssic Da substituição de importaçõés ao capitalismo financeiro, de 1972. El text va ser escrit al final dels anys 60, quan dirigia l'oficina de la Comissió Econòmica per a Amèrica Llatina i el Carib al Brasil. Al llarg de 60 anys va formar generacions d'economistes i líders polítics brasilers, entre els quals Dilma Rousseff, José Serra, Carlos Lessa, Edward Amadeo, Aloísio Teixeira, Luciano Coutinho, Luís Gonzaga Beluzzo i João Manuel Cardoso de Melo.